# Belvosia bosqi
Belvosia bosqi là một loài ruồi trong họ Tachinidae.